# 一城みゆ希
一城 みゆ希（いちじょう みゆき、1947年〈昭和22年〉8月23日 - 2023年〈令和5年〉10月24日）は、日本の声優、女優、歌手。
岩手県奥州市出身。旧芸名：一条 みゆ希。

## 来歴
岩手県水沢市（現・奥州市）に生まれ、小学校3年生まで過ごす。母は仕事で上京していたため、親戚の家で育つ。小学4年生の時に東京都で母と子の生活が始まり、夏休みや冬休みを水沢で過ごした。やがて母は全身リューマチを発病して生活は困窮したが、必死の看病の甲斐あって、体調は上向きになり料理店を開くまでに回復。
物心ついた時から「歌手になりたい」と思っていた。童謡も大人の歌も「上手い」と回りの大人たちが褒めたことから嬉しく思い、ごく自然に歌手になるものだと決めていたという。
中学校卒業後、松竹音楽舞踊学校に入学し、本格的に歌とダンスの基礎を学ぶ。1968年にクラウンレコードから南田聖子名義でシングル・レコードを出すものの売れず。1969年に、NHKが1970年から放送を予定していた新しい音楽番組『ステージ101』のオーディションに合格して、出演グループとなるヤング101のメンバーとなる。中村八大（作曲）、和田昭治（コーラス）、中川久美（ダンス）、早野寿郎（芝居）、永六輔（トーク）、中島弘子（衣装）、大関早苗（美容）らを先生として、1年間練習の日々を過ごす。
1970年1月10日にNHK総合テレビジョンで『ステージ101』の放送が開始され、一城はヤング101のメンバーとして第一回からレギュラー出演する。番組ではワンマンショーの他、踊りやトーク、コントのコーナーへの出演も多く、次回予告も担当した。番組の生みの親であり演出を担当していたNHKディレクターの末盛憲彦が1972年3月末に異動となったことに納得がいかず、ヤング101のメンバー数人とNHK会長に直訴したが受け入れられず、同年9月24日に自身も番組降板となる。
降板前に『おかあさんといっしょ』のうたのおねえさん役のオファーを受けていたことから、幼児向けの教育番組に出演。番組では山田康雄、大塚周夫、小原乃梨子といった声優と出会い、声優の仕事に憧れを抱くようになる。人形劇で声優がいろんな声を使い分ける様を見てその腕に驚いたことや、うたのおねえさんは続々と若くて新しい人が出てくるため声の技術を磨こうとする。しかし、当時所属していた事務所は声の仕事ではなく歌の仕事を中心に考えており、声優業を行うことはなかった。
転機は自身の結婚により訪れる。所属事務所が結婚後も所属することを了承しなかったため、『おかあさんといっしょ』プロデューサーの薦めでテアトル・エコーに移籍。NHKで放映されたテレビドラマ『アトランティスから来た男』の吹き替えが声優デビュー作であった。続いて映画『オー!ゴッド』のテレビ版吹き替えに起用されるが、自分の不出来のために演出の伊達康将がプロデューサーに怒られ、さらには伊達から「君にはがっかりしたよ」と言われたことで奮起。伊達に褒めてもらうことを目標とし、声優の仕事を本格的にこなすためぷろだくしょんバオバブに移籍した。
2005年には、阿部直美監修で乳幼児教育研究所からCD『一城みゆ希が歌うトア手つなぎドーナツ』を発売した。このCDに関連して毎年夏には歌や手遊びの講師として全国を回っていた。
2007年には、日本俳優連合の理事職を務めていた。
1972年に『ステージ101』を降板してから2023年に至るまで51年間に渡って、DJ、声優業の他、自身が作詞作曲した童謡を収録したCDの発表、歌唱指導、ダンス講師、朗読など、幅広く活躍していた。
2016年、乳癌と胃癌が一緒に見つかり、同時に施術できる医師の手術を受け、3週間後に退院、即収録現場に復帰した。
2023年10月24日午前10時13分、多臓器不全のため東京都の病院で死去。76歳没。

## 人物
声種はメゾソプラノ - アルト。方言は東北弁（岩手県）。
資格は日本舞踊「葵流名取」。特技はジャズダンス、タップダンス、歌唱。趣味は旅、美術館鑑賞。
アニメ、洋画に多数出演した。役柄としては、母親からキャリアウーマンまで演じていたが、1997年時点では中年の女性を演じる機会が多かった。
『ザ・シンプソンズ』のマージ・シンプソン役とセルマ・ジーブエ役をシーズン14まで担当したが、『ザ・シンプソンズ MOVIE』では和田アキ子に代わった。一城は自分のブログで、この交代に関して苦しい胸の内を明かした。
藤村歩に尊敬する声優の一人として名前を挙げられ、「若々しくて、いつも輝いている太陽みたいな方」と称された。
1961年、母と一緒に創価学会に入信、題目を唱えるうちに母のリウマチの症状が改善、功徳を感じたという。2022年時点で創価学会女性部副本部長、芸術部中央委員。

## 出演
太字はメインキャラクター。

### テレビアニメ
1977年
- ヤッターマン（第1作）（ケイ）

1979年
- 野ばらのジュリー（ジュリー・ブラウン）
- ルパン三世（第2作）

1980年
- 銀河鉄道999（クーフレーム）

1982年
- ぼくパタリロ!（パトリック）

1983年
- スペースコブラ
- 超時空世紀オーガス（マニーシャ・トーブ）

1988年
- 美味しんぼ（荒川の母）
- キテレツ大百科（さち子）
- トッポ・ジージョ（母ネズミ）

1989年
- アイドル伝説えり子（夏子）
- おぼっちゃまくん（1989年 - 1992年、ナレーション、母 他）

1990年
- ガタピシ（平野ヒロ子）
- ピグマリオ（サロメ）
- YAWARA!（1990年 - 1992年、ジョディ）

1991年
- 太陽の勇者ファイバード（天野なつえ）
- 21エモン（知事）
- 魔法のプリンセス ミンキーモモ（夫人）

1993年
- リトルツインズ（ミチル）

1994年
- きょうふのキョーちゃん（田丸美寿々）
- BLUE SEED（八重樫の母）

1995年
- 鬼神童子ZENKI（ヒロシの母）

1996年
- いじわるばあさん（クラリー）
- 快傑ゾロ（ロサ）
- 怪盗セイント・テール（マダム蘭子）
- 機動戦艦ナデシコ（ホウメイ）
- 逮捕しちゃうぞ（女性B）
- 天空のエスカフローネ（エンシア）
- はじめ人間ゴン（かあちゃん）
- YAWARA! Special ずっと君のことが…。（ジョディ）

1997年
- 中華一番!（レイカ）
- ネクスト戦記EHRGEIZ（アカネ・アオイ）
- 名探偵コナン（1997年 - 2023年、戸田マリア、ジョディ・スターリング）

1998年
- カウボーイビバップ（アニー）
- サイレントメビウス（ルーファ）
- どっきりドクター（金持婦人）

1999年
- THE ビッグオー（メリッサ・フレイザー）

2000年
- 金田一少年の事件簿（安岡章子）
- ニャニがニャンだー ニャンダーかめん（カザール 他）
- ファーブル先生は名探偵（シュナイダー女史）
- PROJECT ARMS（高槻美沙）

2002年
- ペコラ（ヨークシャおばさん）

2003年
- 高橋留美子劇場（部長夫人）

2004年
- KURAU Phantom Memory（エラ）
- 絢爛舞踏祭 ザ・マーズ・デイブレイク（エリザベス・リアティ）
- せんせいのお時間 DOKI DOKI SCHOOL HOURS（みかの母）
- 鉄人28号（第4作）（梅小路綾子）
- MONSTER（2004年 - 2005年、ヘッセ夫人）

2005年
- ギャラリーフェイク（メアリー・スチュワート）
- CLUSTER EDGE（リナの母）
- SPEED GRAPHER（女将）
- ハチミツとクローバー（アキコおばさん）
- BLOOD+（ミズ・リー）

2006年
- 地獄少女（氏家鏡月）
- 西の善き魔女 Astraea Testament（オーガスタ王女）

2007年
- デルトラクエスト（ゼアン）
- のだめカンタービレ（桃平美奈子）
- BLUE DRAGON（マルマロのママ）
- BLUE DROP 〜天使達の戯曲〜（舞山教務主任）
- 魔人探偵脳噛ネウロ（絵石屋妙）
- ロケットガール（校長先生、おばちゃん）

2008年
- スティッチ!（2008年 - 2009年、八百屋のおばさん） - 2シリーズ

2009年
- 真マジンガー 衝撃!Z編 on television（錦織つばさ / 兜つばさ）
- Phantom 〜Requiem for the Phantom〜（院長）
- ヤッターマン（第2作）（バーバラ）

2010年
- 探偵オペラ ミルキィホームズ（マープル）
- ドラえもん（テレビ朝日版第2期）（オフクロー）

2011年
- 快盗天使ツインエンジェル〜キュンキュン☆ときめきパラダイス!!〜（神無月美佐江）
- 魔乳秘剣帖（寿乳尼）

2012年
- 探偵オペラ ミルキィホームズ Alternative ONE & TWO（ハドソン） - 2作品

2013年
- クレヨンしんちゃん（大回転マダム）
- 機巧少女は傷つかない（ヨミ）
- ゆゆ式（校長先生）

2014年
- スペース☆ダンディ（ミャウの母）

2015年
- ご注文はうさぎですか? シリーズ（2015年 - 2020年、千夜の祖母） - 2シリーズ
- 純潔のマリア（マーサ、ナレーション）

2016年
- 名探偵コナン エピソード“ONE” 小さくなった名探偵（ジョディ・スターリング）

2017年
- 南鎌倉高校女子自転車部（神倉龍子）
- ツインエンジェルBREAK（神無月美佐枝）

2018年
- サンリオ男子（康太の祖母）
- ゴールデンカムイ（2018年 - 2023年、フチ） - 3シリーズ
- サザエさん（2018年 - 2022年、祖母さん）
- ロード・エルメロイII世の事件簿 -魔眼蒐集列車 Grace note-（2018年 - 2019年、イノライ・バリュエレータ・アトロホルム） - 1シリーズ + 特別編

2020年
- BNA ビー・エヌ・エー（グラングランマ）

2022年
- 明日ちゃんのセーラー服（学園長）
- おしりたんてい（エリザマスふじん）
- はたらく魔王さま!!（佐々木エイ）
- 機動戦士ガンダム 水星の魔女（2022年 - 2023年、カルド・ナボ） - 2シリーズ

2024年
- SYNDUALITY Noir（パスカル）

### 劇場アニメ
- 銀河鉄道の夜（1985年、マルソ）
- トトイ（1992年、ジッツア[31]）
- リトルツインズ ぼくらの夏が飛んでいく（1992年、ミチル）
- ウメ星デンカ 宇宙の果てからパンパロパン!（1994年、王妃）
- スレイヤーズ（1995年、王妃）
- 機動戦艦ナデシコ -The prince of darkness-（1998年、ホウメイ）
- 名探偵コナン 14番目の標的（1998年、岡野十和子[32]）
- ザ☆ドラえもんズ おかしなお菓子なオカシナナ?（1999年、シュガ王妃）
- 河童のクゥと夏休み（2007年、食堂のおばさん）
- ルパン三世VS名探偵コナン THE MOVIE（2013年、ジョディ・スターリング）
- 名探偵コナン 異次元の狙撃手（2014年、ジョディ・スターリング[33]）
- 名探偵コナン 純黒の悪夢（2016年、ジョディ・スターリング）
- 劇場版 はいからさんが通る（2017年 - 2018年、如月） - 前後編
- 名探偵コナン 緋色の弾丸（2021年、ジョディ）
- 岬のマヨイガ（2021年、吉井）
- 名探偵コナン 黒鉄の魚影（2023年、ジョディ・スターリング）

### OVA
- がきデカ（1989年、こまわりの母 / としえ、モモ子・ジュンの母）
- 機動戦士ガンダム0083 STARDUST MEMORY（1991年、クレナ・ハクセル）
- 硬派銀次郎（1991年、高子の母）
- 柔道部物語（1991年、三五の母）
- リトルツインズ（1992年、ミチル）
- おいら宇宙の探鉱夫（1994年、南部由美子）
- 新世紀GPXサイバーフォーミュラZERO（1994年 - 1995年、ヒルダ）
- バーバパパ（1995年、バーバママ 他）
- 鬼神童子ZENKI外伝〜黯鬼奇譚〜（1997年、母）
- 銀河英雄伝説外伝 螺旋迷宮（1999年）
- ハイスクール・オーラバスター（1999年、里見夏江）
- さばくの国の王女さま（2001年、ナレーション[34]）
- 仏教ものがたり（2006年、ナレーション）
- 快盗天使ツインエンジェル（2008年、神無月美佐江）
- かってに改蔵（2011年、ラヴ影先生）
- 機動戦士ガンダム THE ORIGIN（2015年 - 2018年、ローゼルシア・ダイクン[35]） - 2019年に再編集作品『THE ORIGIN 前夜 赤い彗星』テレビ放送
- ご注文はうさぎですか?? 〜Sing For You〜（2019年、千夜の祖母）
- 機動戦士ガンダム 水星の魔女 PROLOGUE（2022年、カルド・ナボ[36]）

### Webアニメ
- 魔法遊戯（2001年、コフィー）
- グリム組曲（2024年、「小人の靴屋」老女）

### ゲーム
- YAWARA!（1992年）
- YAWARA!2（1994年）
- ぼくのなつやすみ（2000年、おばちゃん）
- マックスペイン（2001年、ニコール・ホーン）
- ぼくのなつやすみ2 海の冒険篇（2002年、おばちゃん）
- アークザラッド 精霊の黄昏（2003年、カトレア）
- シャドウハーツII（2004年、カルラ）
- テイルズ オブ リバース（2004年、ギリオーヌ）
- ぼくらのかぞく（2005年、二条院桐子）
- ModNation 無限のカート王国（2010年、おふくろ）
- 快盗天使ツインエンジェル〜時とセカイの迷宮〜（2011年、神無月美佐江）
- 真かまいたちの夜 11人目の訪問者（2011年、神林ローズ）
- キングダム ハーツ 3D ［ドリーム ドロップ ディスタンス］（2012年、ブルーフェアリー）
- 機動戦士ガンダム U.C. ENGAGE（2021年、クレナ・ハクセル）
- ストレンジャー オブ パラダイス ファイナルファンタジー オリジン（2022年、ジェーン王妃）
- 機動戦士ガンダム 鉄血のオルフェンズ ウルズハント（2022年、スプラ）

### ドラマCD
- 太陽の勇者ファイバード ユリちゃんに愛の花束を…（イタコメカ・リバーシブル三世）
- 超魔神英雄伝ワタル ドラマアルバム1（祐天寺リラ）
- 新世紀GPXサイバーフォーミュラSAGA ROUND4 I WILL BE BACK（新条直輝の母）
- 天空伝サムライトルーパー（当麻の母）

### BLCD
- 神官は王に愛される（女官、ナレーション）

### モーションコミック
- それでも町は廻っている（2013年、磯端ウキ）

### 吹き替え

#### 担当女優
アン＝マーグレット
- エニイ・ギブン・サンデー（マーガレット）※テレビ朝日版
- ジーサンズ はじめての強盗（アニー・サントーリ）
- TAXI NY（ウォッシュバーンのママ）※ソフト版
- メモリー 〜殺戮のビジョン〜（キャロル・ハーグレイヴ）

キャシー・ベイツ
- アバウト・シュミット（ロバータ・ハーツェル）
- タイタニック（マーガレット・“モリー”・ブラウン）※日本テレビ版
- 私だけのハッピー・エンディング（ビバリー・コーベット）

ゴールディ・ホーン
- クリスマス・クロニクル（ミセス・クロース）
- クリスマス・クロニクル PART2（ミセス・クロース）
- 世界中がアイ・ラヴ・ユー（ステフィ・ダンドリッジ）

ジュディ・デイヴィス
- 天才スピヴェット（G・H・ジプセン）
- 裸のランチ（ジョーン・フロスト / ジョーン・リー）
- ブラッド&ワイン（スザンヌ）

スーザン・サランドン
- ウォール・ストリート（シルヴィア・ムーア）
- クラウド アトラス（ホロックスの妻、アーシュラ、ユースフ・スレイマン、アベス）
- トワイライト 葬られた過去（キャサリン・エイムス）
- ニューヨーク、愛を探して（ミリー）
- バンガー・シスターズ（ラヴィニア）※ソフト版

パトリシア・クラークソン
- エレジー（キャロライン）
- オール・ザ・キングスメン（セイディ・バーク）
- ジュマンジ（キャロル・アン・パリッシュ）※フジテレビ版・テレビ朝日版

パム・グリア
- クラス・オブ・1999（コナーズ）※ソフト版
- 刑事ニコ/法の死角（デロリス・ジャクソン）※ソフト版
- ビルとテッドの地獄旅行（ワードロー）※ソフト版
- プルート・ナッシュ（フルーラ）
- マーズ・アタック!（ルイーズ・ウィリアムス）※ソフト版

#### 映画（吹き替え）
- 逢いたくてヴェニス（シャルロッテ・レオンハルト）
- アダムス・ファミリー（マーガレット・アルフォード〈ダナ・アイヴィ〉）※日本テレビ版
- アダムス・ファミリー2（マーガレット・アダムス〈ダナ・アイヴィ〉）※日本テレビ版
- あなたのために（リル〈サリー・フィールド〉）
- アニー2（レディ・エドウィナ・ホグボトム〈ジョーン・コリンズ〉）
- 嵐が丘（“ネリー”エレン・ディーン〈ジャネット・マクティア〉）
- アリス・イン・ワンダーランド（アスコット夫人〈ジェラルディン・ジェームズ〉）※フジテレビ版
- イースト/ウエスト 遙かなる祖国（ニーナ）
- 愛しのグランマ（エル・リード〈リリー・トムリン〉）
- イナゴの日（メアリー・ダヴ）
- インデペンデンス・デイ（マリリン・ホイットモア〈メアリー・マクドネル〉）※ソフト版
- ヴィクトリア女王 世紀の愛（ケント公爵夫人〈ミランダ・リチャードソン〉[37]）
- ウィズ（ミス・ワン）
- ウィズ・ユー（フランコヴィッツ夫人〈キャシー・モリアーティ〉）
- ウェディング・テーブル
- ウォール街（ダリアン・テイラー〈ダリル・ハンナ〉）※フジテレビ版
- 海辺の家（コリーン・ベック〈メアリー・スティーンバージェン〉）
- ウルフマン リターンズ（アリス・エヴァーソン）
- 運命の元カレ（エヴァ〈ブライス・ダナー〉）
- エージェント・コーディ ミッション in LONDON（ケンワース夫人）
- 英雄の条件（モーリン大使夫人〈アン・アーチャー〉）※フジテレビ版
- エグゼクティブ・コマンド（ミラ）※フジテレビ版
- SF謎の宇宙船遭遇（サラ・マイケルズ〈パメラ・ベルウッド〉）
- 大いなる眠り（モナ・グラント〈ダイアナ・クイック〉）※TBS版
- 想い出の微笑（セルマ・リッツ〈アンディ・マクダウェル〉）
- 怨霊の森（アリス・ファスーロ）
- ガール6（ボス#1〈ジェニファー・ルイス〉）
- 鏡の中の他人（アリス・タナー）
- 喝采の陰で（アリス・デトロイト〈ダイアン・キャノン〉）
- カットスロート・アイランド（モーガン〈ジーナ・デイヴィス〉）※フジテレビ版
- カラー・オブ・ハート（ベティ・パーカー〈ジョアン・アレン〉）
- 奇跡が降る街（ミセス・ペシ〈レイニー・カザン〉）
- キャット・ピープル（サンディ）※テレビ朝日版
- キャデラック・マン（ジョイ〈フラン・ドレシャー〉）※VHS版
- ギャングシティ（ヘレン・エデン〈ウェンディ・クルーソン〉）
- 共犯者（ジョーダン〈ガブリエル・アンウォー〉）
- クイーン・オブ・ザ・ヴァンパイア（マハレット〈レナ・オリン〉）
- グランドフィナーレ（ブレンダ・モレル〈ジェーン・フォンダ〉）
- グリフィン家のウエディングノート（エリー〈ダイアン・キートン〉）
- クリフハンガー（クリステル〈キャロライン・グッドール〉）※フジテレビ版
- クロコダイル・ダンディー2（アイーダ）※テレビ朝日版
- ケープ・フィアー（リー・ボーデン〈ジェシカ・ラング〉）※ソフト版
- ゲッタウェイ（フラン・クリントン〈サリー・ストラザース〉）※テレビ朝日新録版
- GO!GO!ガジェット2（ウィルソン市長）
- ゴーン・ガール（メアリーベス・エリオット〈リサ・ベインズ〉）
- ゴーン・ベイビー・ゴーン（ベアトリス・“ビー”・マックリーディ〈エイミー・マディガン〉）
- 恋のからさわぎ（パーキー先生〈アリソン・ジャネイ〉）
- 恋のためらい/フランキーとジョニー（フランキー〈ミシェル・ファイファー〉）
- 今宵、フィッツジェラルド劇場で（ヨランダ・ジョンソン〈メリル・ストリープ〉）
- コンゴ（カレン・ロス博士〈ローラ・リニー〉）※フジテレビ版
- 最'新'絶叫計画（ミーガンの母親〈ヴェロニカ・カートライト〉）※ソフト版
- サイバー・ファイター/復讐の使者（マリー・ベロック）
- サイレンサー（ローズ〈ヘレン・ミレン〉）
- サウンド・オブ・ミュージック（ベルテ〈ポーティア・ネルソン〉）※製作40&50周年記念版
- ザッツ・ファビュラス!（パッツィ・ストーン）
- ザ・プロデューサー（ドーン・ロッカード〈ミシェル・フォーブス〉）
- G.I.ジェーン（ジョーダン・オニール大尉〈デミ・ムーア〉）※フジテレビ版
- JFK（ローズ・チェラミー〈サリー・カークランド〉、ジーン・ヒル、キャロリン・アーノルド）※ソフト版
- JM（ジェーン〈ディナ・メイヤー〉）
- ジェシカ/妖次元の誘惑（パトリシア・ウィンスロー〈ジョアンナ・キャシディ〉）
- ジェフリー!（デブラ〈シガニー・ウィーバー〉）
- ジキル博士はミス・ハイド（ヘレン・ハイド〈ショーン・ヤング〉）※フジテレビ版
- シザーハンズ（ジョイス〈キャシー・ベイカー〉）※テレビ朝日版
- 7月4日に生まれて（マリア・エレナ）※VHS版
- シティ・スリッカーズ2/黄金伝説を追え（バーバラ・ロビンス〈パトリシア・ウェティグ〉）
- 死の標的（レスリー〈ジョアンナ・パクラ〉）※フジテレビ版
- 死への逃避行（マドレーヌ〈マーシャ・メリル〉）
- ジャッキー・ブラウン（シモーン・ホーキンス）
- シャドー・ダンサー（コレットの母〈ブリッド・ブレナン〉）
- シャドーチェイサー/地獄の殺戮アンドロイド（セーラ〈メグ・フォスター〉）
- シャンヌのパリ、そしてアメリカ（ミセス・フォーテスキュー〈ジェーン・バーキン〉）
- JUNO/ジュノ（ブレンダ〈アリソン・ジャネイ〉）
- 情愛と友情（マーチメイン夫人〈エマ・トンプソン〉）
- 人生は、時々晴れ（モーリン〈ルース・シーン〉）
- 新・ぼくはむく犬（ベティ・ダニエルズ〈スザンヌ・プレシェット〉）
- 新Mr.Boo!お熱いのがお好き（大家さん）
- スーパーコップ90（クリスチーヌ）※テレビ東京版
- スーパーノヴァ（ケイラ・エバース〈アンジェラ・バセット〉）
- スクリーマーズ（ジェシカ・ハンソン〈ジェニファー・ルービン〉）※フジテレビ版
- スター・ウォーズ/イウォーク・アドベンチャー 決戦!エンドアの森（シャラル〈シアン・フィリップス〉）※DVD版
- スタートレックシリーズ（ビバリー・クラッシャー〈ゲイツ・マクファーデン〉）
  - 新スタートレック
  - スタートレック ジェネレーションズ
  - スタートレック ファーストコンタクト
  - スタートレック 叛乱
  - スタートレック ネメシス
  - スタートレック:ピカード
- ストーリー・オブ・ラブ（レイチェル〈リタ・ウィルソン〉）
- スノーピアサー（メイソン〈ティルダ・スウィントン〉[38]）
- スパイ・ゲーム（キャスカー大使夫人〈シャーロット・ランプリング〉）※フジテレビ版
- スピード（アニー・ポーター〈サンドラ・ブロック〉）※フジテレビ版
- スピード2（アニー・ポーター〈サンドラ・ブロック〉）※フジテレビ版
- スペース・エイド（マージ・ネルソン〈テリー・ガー〉）
- スリーピー・ホロウ（ヴァン・タッセル夫人〈ミランダ・リチャードソン〉）※ソフト版
- スリー・リバーズ（ニュースキャスター）※フジテレビ版
- ゼイリブ（テレビの女優〈スーザン・ブランチャード〉）
- ダイアナ（ソニア〈ジュリエット・スティーヴンソン〉）
- タイタンの戦い（王妃カシオペア〈ポリー・ウォーカー〉）※テレビ朝日版
- ダイ・ハード3（コニー・コワルスキー〈コリーン・キャンプ〉）※フジテレビ版
- ダウントン・アビー（バイオレット・クローリー〈マギー・スミス〉[39]）
  - ダウントン・アビー/新たなる時代へ[40]
- ダニエル・スティール/愛の決断（エイドリアン〈ポリー・ドレイパー〉）※テレビ東京版
- ダニエル・スティール/ファミリー・ゲーム〜美しき選択〜（キャロル〈ランディ・ヘラー〉）※テレビ東京版
- TABOO タブー（オーブリー・ジーン〈エリザベス・パーキンス〉）
- 誰かがあなたを愛してる（シャーウッド）
- ダンス・レボリューション（ハニーの母親）
- チーター・ガールズ（ドリンカ）
- チキンとプラム 〜あるバイオリン弾き、最後の夢〜（パルヴィーン〈イザベラ・ロッセリーニ〉）
- チャイナ・フィナーレ/清朝 最後の宦官（ロウヘイの母〈クェイ・アルイ〉）
- ディボーシング・ジャック（リー・クーパー〈レイチェル・グリフィス〉）
- テロリスト・ゲーム2/危険な標的（サブリナ・カーヴァー〈アレクサンドラ・ポール〉）※フジテレビ版
- トゥルーライズ（ヘレン・タスカー〈ジェイミー・リー・カーティス〉）※フジテレビ版、（ジュノ・スキナー〈ティア・カレル〉）※ソフト版
- ドクターズ・アカデミー 全員暴走中!（ヘレン・マークス）
- ドクター・ドリトル（パーカス夫人、雌鳩〈ジュリー・カブナー〉）※日本テレビ版
- 扉をたたく人（モーナ〈ヒアム・アッバス〉）
- ドラッグ・ディーラー/仁義なき賭け（ラ・コロンビアーナ〈イザベラ・ロッセリーニ〉）
- ナイブズ・アウト/名探偵と刃の館の秘密（リンダ・ドライズデール〈ジェイミー・リー・カーティス〉[41]）
- 長くつ下ピッピの冒険物語（セティグレン夫人）
- ネイビー・シールズ（ジョリーナ〈S・エパサ・マーカーソン〉）※VHS版
- パーフェクト・ファミリー（ルイーズ・フィンリー）
- パーフェクト・ワールド（サリー・ガーバー〈ローラ・ダーン〉）※ソフト版
- 背徳の囁き（ペニー・ストレッチ〈フェイ・グラント〉）
- 爆発感染 レベル5（リリアン・シェーファー知事〈フェイ・ダナウェイ〉）
- パパがママでママがパパ!?（ファニーおばさん）
- バビロン（エリノア・セント・ジョン〈ジーン・スマート〉[42]）
- バブル・ボーイ（ジミーの母親〈スージー・カーツ〉）
- パラサイト（ヴァレリー・ドレイク校長〈ビビ・ニューワース〉）※フジテレビ版
- ハンボーン（ナンシー・ロリンズ〈キャンディ・クラーク〉）※フジテレビ版
- ビーン（アリソン・ラングレー〈パメラ・リード〉）※フジテレビ版
- ピクセル（バグショー首相〈フィオナ・ショウ〉）
- ビジター/フロム・マース（ガルシア・スコット博士）
- 必殺処刑コップ（ケリー・ダニエルズ〈チェルシー・フィールド〉）※フジテレビ版
- ビンゴ!（ジンジャー、バニー）
- フェイシズ（ランゲンカンプ医師〈マリアンヌ・フェイスフル〉）
- フェティッシュ（カトリーナ・ブラント〈ロイス・チャイルズ〉、ガブリエラの母）
- プライベートコール（ジュリア・コリンズ）
- ブラック・レイン（ジョイス〈ケイト・キャプショー〉）※フジテレビ版
- ブラボー火星人2000（ローレライ・ブラウン〈クリスティーン・エバーソール〉）
- フル・ブラスト（シャロン・ベル〈シャノン・トゥイード〉）
- ブレイブ ワン（キャロル〈メアリー・スティーンバージェン〉）
- プレタポルテ（シシー・ワナメイカー〈サリー・ケラーマン〉、エルサ・クレンチ）
- フレッチ登場!/5つの顔を持つ男（アマンダ・レイ・ロス、セルマ）※VHS版
- ブロークン・イングリッシュ（ヴィヴィアン・ワイルダー〈ジーナ・ローランズ〉）
- プロブレムでぶ/何でそうなるの?!（トレイシー〈クリスティーン・エバーソール〉）
- ベートーベン（ブリー〈パトリシア・ヒートン〉）※ソフト版
- ベガス・バケーション（エレン・グリスウォルド〈ビヴァリー・ダンジェロ〉）
- ベッカムに恋して（ポーラ・パクストン〈ジュリエット・スティーヴンソン〉）
- HELL（エリザベート）
- ヘンゼルとグレーテル（継母〈デルタ・バーク〉）
- ホーカス ポーカス（ジェニー・デニソン）
- ホーム・アローン3（アリス・リボンズ〈リヤ・キールステッド〉）※フジテレビ版
- ホット・チック（マージョリー）
- ホラー・エクスプレス/ゾンビ特急地獄行（ナターシャ〈ヘルガ・リーネ〉）
- ポリスアカデミー（ファックラー夫人〈デブラリー・スコット〉）
- マーキュリー・ミッション（メグ・ベイカー〈マリル・ヘナー〉）
- マキシー 素敵な幽霊（オフィーリア・シェファー〈ヴァレリー・カーティン〉）
- 魔女は16才（マーガレット・ミラー）
- マチルダ（ジニア・ワームウッド夫人〈リー・パールマン〉）
- マッドマックス/サンダードーム（アウンティ・エンティティ〈ティナ・ターナー〉）※スーパーチャージャー版
- マネキン（エミーの母）
- マペットの夢みるハリウッド（ロビン、マデリーン・カーン、ロードの秘書〈クロリス・リーチマン〉）※LD版
- 魔法使いの弟子（モルガナ・ル・フェイ〈アリス・クリーグ〉）
- Mr.ブルックス 完璧なる殺人鬼（キャプテン・リスター〈リンゼイ・クローズ〉）
- ミセス・ダウト（ミランダ・ヒラード〈サリー・フィールド〉）※フジテレビ版
- ミラクルマスターII/L.A.時空大戦（リラナ〈サラ・ダグラス〉）
- メラニーは行く!（ステラ・ケイ・ペリー〈ジーン・スマート〉）
- ヤングガン（スーザン）
- ヤングガン2（ジェーン・グレートハウス）※フジテレビ版
- ユー・ガット・メール（パトリシア〈パーカー・ポージー〉）※フジテレビ版
- 勇気あるもの（マリー）
- 40歳の童貞男（ポーラ〈ジェーン・リンチ〉）
- ライフ・アクアティック（エレノア・ズィスー〈アンジェリカ・ヒューストン〉）
- LOVERS（牡丹坊の女将）※ソフト版
- ラブ・バッグ（キャロル・ベネット）
- ラブ・レター（ヘレン〈ケイト・キャプショー〉）
- 乱気流/タービュランス（レイチェル・テーパー〈レイチェル・ティコティン〉）※ソフト版
- リコシェ（ワンダ）※日本テレビ版
- リトル・イタリーの恋（カルメリーナ）
- リトル・ヒーロー（ジェーン〈リンゼイ・クローズ〉）
- リトルマン・テイト（ジーナ〈デビ・メイザー〉）
- ロジャー・ラビット（ジェシカ・ラビット）
- ロミオ+ジュリエット（グロリア・キャピュレット〈ダイアン・ヴェノーラ〉）※フジテレビ版
- ワーキング・ガール（ジニー〈ノーラ・ダン〉）※ソフト版
- わたしが美しくなった100の秘密（グラディス・リーマン〈カースティ・アレイ〉）
- 私のオオカミ少年（キム・スニ〈イ・ヨンナン〉）
- ワンダーウーマン 1984（アステリア〈リンダ・カーター〉[43]）

#### ドラマ
- アガサ・クリスティー ミス・マープル
  - 牧師館の殺人（シルヴィア・レスター〈ジェーン・アッシャー〉）
  - 動く指（モナ・シミントン）
  - 無実はさいなむ（レイチェル・アーガイル〈ジェーン・シーモア〉）
- アグリー・ベティ（クレア・ミード）
- アナザー・ライフ〜天国からの3日間〜 シーズン1 #9（ブルック・キャンビー / ジャネット・ブライアント〈マリエット・ハートレイ〉）
- アフターショック/ニューヨーク大地震（イーヴィー・リンカーン〈リサ・ニコル・カールソン〉）
- アルフ シーズン2 #6（バーニス・ビリングス）
- アンフォゲッタブル 完全記憶捜査（イーヴィーおばさん〈マリル・ヘナー〉）
- ER緊急救命室 シーズン7 #15（アンジー〈ステイシー・ハイダック〉）
- 宇宙船レッド・ドワーフ号（ヒリー / ホリー）
- X-ファイル（ルーラ・フィリップス〈セック・ヴェレル〉、ヘンダーソン捜査官〈クリスティーン・エスタブルック〉、アンジェラ・ホワイト刑事〈ダナ・ウィーラー＝ニコルソン〉）※ソフト版
- NCIS:LA 〜極秘潜入捜査班（ヘンリエッタ・“ヘティ”・ラング〈リンダ・ハント〉）
- 俺がハマーだ! シーズン2 #5（コーディ夫人）、#14（ジェシカ・ヘイドン）
- GIRLS/ガールズ2（トーマス＝ジョンの母親〈デボラ・ラッシュ〉）
- 気分はぐるぐる（マージおばさん）
- キャッスル6 〜ミステリー作家は事件がお好き #14（マティルダ・キング〈フランシス・フィッシャー〉）
- 救命医ハンク3 セレブ診療ファイル（エヴリン・ウッドワード）
- ギルモア・ガールズ（ドリー）
- グッド・ファイト シーズン2 #13 （ディアドラ・クイン〈ケリー・オハラ〉）
- グッドラック・チャーリー（リンダ・ダンカン〈シャーリー・ジョーンズ〉）
- クリミナル・マインド3 FBI行動分析課 #18（オードリー）
- クリミナル・マインド7 FBI行動分析課（キャロライン・ロッシ）
- クリミナル・マインド 特命捜査班レッドセル #9（ディアドラ）
- コールドケース7 ザ・ファイナル（ジョーン）
- 恋するアンカーウーマン #7（ポーラ・ドーバー）
- ザ・プラクティス ボストン弁護士ファイル（エレノア〈カムリン・マンハイム〉）
- シークレット・サークル（ジェーン）
- 私立探偵ストライク（イヴェット・ブリストウ〈シアン・フィリップス〉）
- 新・刑事コロンボシリーズ
  - マリブビーチ殺人事件（ヴィッキー）
  - 4時2分の銃声（ディードレ・ロス、ベス）
  - 復讐を抱いて眠れ（リサ・ヒューストン〈サリー・ケラーマン〉）※WOWOW版
- 新スタートレック シーズン6 #15（ペニー・ミュロック）
- スーパーナチュラル シーズン10 - 15（ロウィーナ〈ルース・コネル〉）
  - ウィンチェスターズ #12
- スウォーズマン 笑傲江湖（東方不敗）
- SCORPION/スコーピオン シーズン1 #6（ヘンリエッタ・“ヘティ”・ラング〈リンダ・ハント〉）
- 製パン王 キム・タック（ソ・インスク〈チョン・イナ〉）
- 続ハリーズ・ロー 裏通り法律事務所（ロザンナ・レミック）
- ダークエンジェル（エリザベス・レンフロ〈ナナ・ヴィジター〉）※ソフト版
- ダウントン・アビー（バイオレット〈マギー・スミス〉）
- タバサ #9（ロレイン・デッカー）
- ダメージ3（マリリン〈リリー・トムリン〉）
- チャームド 〜魔女3姉妹〜 シーズン7（カティア）
- 超音速攻撃ヘリ エアーウルフ シーズン2 #10（シャーメイン・ボーケール）
- 超音速ヒーロー ザ・フラッシュ（ルース・ウェルニッケ〈デボラ・メイ〉）※日本テレビ版
- ツイン・ピークス（ブラッキー・オライリー〈ヴィクトリア・キャトリン〉）
- デスパレートな妻たち5（ジェシー）
- 24 -TWENTY FOUR-（アルバータ・グリーン）
- ドクター・フー（アン・ドロイド）
- 特攻野郎Aチーム シーズン4 #13（カテリーナ・カーポフ）
- となりのサインフェルド（キャロル）※WOWOW版
- ナイトライダー
  - パイロット版（ロニー〈ショーン・サウスウィック〉）
  - シーズン1 #14（ドロシー・アクリッジ〈フランシーヌ・レンビ〉）
  - シーズン2 #6（モーリー・フレデリック）
  - シーズン4 #4（バーバラ・ロールストン〈シグニー・コールマン〉）
  - シーズン4 #13（エレン・ウィッツビー〈P・J・ソールズ〉）
- ナイトライダーNEXT パイロット版（ジェニファー・トレーサー〈スーザン・ギブニー〉）
- ナルニア国物語（白い魔女ジャーディス〈バーバラ・ケラーマン〉）
- ニキータ（マデリーン）
- パパにはヒ・ミ・ツ シーズン1 #26（メリー・エレン・ドイル〈シェリー・ロング〉）
- 光と影
- ビバリーヒルズ高校白書（シンディ・ウォルシュ〈キャロル・ポッター〉）
- ビバリーヒルズ青春白書（シンディ・ウォルシュ〈キャロル・ポッター〉、ルシンダ・ニコルソン〈ディナ・メイヤー〉、兼役無数）
- 100万ドルを取り返せ!（ジル・アルベリー〈ジェニー・アガター〉）
- ファミリー・ストーリー 〜これみんな家族なの?〜（ジョイス）
- ふたりは最高!ダーマ&グレッグ
  - シーズン1 #16（アリス・ビンス）
  - シーズン5 #5（ロレイン・クーパー）、#21（ローズ・ホフマン〈フローレンス・スタンリー〉）
- プッシング・デイジー 〜恋するパイメーカー〜（リリー・チャールズ）
- ブラインドスポット4 タトゥーの女 #19（リンダ・ウェラー〈リサ・エメリー〉）
- THE BLACKLIST/ブラックリスト シーズン7 (カタリーナ・ロストヴァ〈ライラ・ロビンズ〉）
- フリッパー シーズン1（ガルシア〈ローラ・ハリング〉）
- フレンズ（ジュディ・ゲラー）
- 冒険野郎マクガイバー シーズン2 #11（ヴィクトリア・ジェームズ）
- マイ・ビッグ・ファット・ライフ!（マリア・ポルトカロス〈レイニー・カザン〉）
- 名探偵ポワロ
  - コーンワルの毒殺事件（ジェシー）※NHK版
  - 象は忘れない（バートン＝コックス夫人〈グレタ・スカッキ〉）
- 名探偵モンク シーズン1 #1（ミランダ）
- メントーズ（クレオパトラ7世〈エリー・ハーヴィー〉）
- ヤング・シェルドン（バァバ〈アニー・ポッツ〉）
- ヤング・スーパーマン（ネル）
- ヤングライダーズ（エマ・シャノン〈メリッサ・レオ〉）
- ユーリカ シーズン3（エヴァ・ソーン〈フランシス・フィッシャー〉）
- ラブレイン（ペク・ヘジョン〈ユ・ヘリ〉）
- 流星花園（牧野ママ）
- LAW&ORDER:クリミナル・インテント（プリシラ・ヴァン・アッカー）
- ローズ・レッド（レイチェル・ウィートン〈メラニー・リンスキー〉）
- 私の名前はキム・サムスン（ナ・ヒョンスク〈ナ・ムニ〉）

#### アニメ
- 怪盗カルメンサンディエゴ（カルメン・サンディエゴ）
- コアラ・ブラザーズ（ロリー）
- 子猫になった少年（ドリー〈ディー・ウォレス〉）
- 美女と野獣 ベルのファンタジーワールド（シャウデ）
- ザ・シンプソンズ（マージ・シンプソン〈初代〉[44]、セルマ・ブービエ〈初代〉）※シーズン1–14
  - ザ・シンプソンズ MOVIE（マージ・シンプソン）※オリジナル版
- スヌーピーとチャーリーブラウン（ルーシー[44]）
- ノーノーのミニミニ大冒険（女王アリ[45]）
- ハウス・オブ・マウス（ブルー・フェアリー、クルエラ・ド・ヴィル）
- バットマン（マーシャ）
- ピノキオ（ブルーフェアリー）
- 101匹わんちゃん（アニータ・ラドクリフ）
- 101匹わんちゃん (テレビシリーズ)（クルエラ・ド・ヴィル）
- ボス・ベイビー: ビジネスは赤ちゃんにおまかせ! （ジジ〈ノーラ・ダン〉）
- ムーラン（ファ・リー）
  - ムーラン2（ファ・リー）
- ライオン・キングのティモンとプンバァ（ジル）
- リス君は歌姫がお好き（クラリス）
- わんわん物語II（ルビー）

#### 人形劇
- マペット・ショー（ロビン）

### ラジオ
- トヨタ・ミュージック・ネットワーク ※TBSラジオ制作だが、TBSで放送は無く、KBS京都とラジオ関西の2局
- 歌謡バラエティ
- キヨシとみゆ希のフィーリングドライブ[46]

### 音楽CD
- ヘンなABC（NHK・みんなのうた）
- へっちゃらロック（フジテレビ・ひらけ!ポンキッキ カバー）

### テレビドラマ
- 恐竜戦隊コセイドン（ブツクサ・ウララ）
- 気分は名探偵（1984年） - 山岡竹子
- ドラマスペシャル「ちょっと愛して…」 ※1985年4月7日

### テレビ番組
- おかあさんといっしょ（NHK総合テレビジョン）
- ステージ101（NHK総合テレビジョン）※ヤング101（1970年1月10日 - 1972年9月24日）
- みんなのうた（NHK総合テレビジョン）
  - ヘンなABC[47]
  - 教室大笑い[48]

### 人形劇
- こどもにんぎょう劇場「タイムマシンの冒険」（おばちゃん）
- プリンプリン物語（テリー）

### 映画
- 毎日が夏休み（渡辺夫人）

### シングル・レコード
| レコード会社 規格品番 発売日 | 名義                                       | 面 | 曲名                         | 作詞     | 作曲   | 編曲     |
| ---------------------------- | ------------------------------------------ | -- | ---------------------------- | -------- | ------ | -------- |
| クラウン CW-814 '68年5月     | 南田聖子                                   | A  | 私を抱きしめて               | 水沢圭吾 | 宮城淳 | 小杉仁三 |
| クラウン CW-814 '68年5月     | 南田聖子                                   | B  | 涙の街東京                   | 水沢圭吾 | 宮城淳 | 小杉仁三 |
| 東芝 TS-1467 '79年           | 一城みゆ希 フィーリング・フリー 諏訪マリー | A  | フラワー・エンジェル         |          |        |          |
| 東芝 TS-1467 '79年           | 一城みゆ希 フィーリング・フリー 諏訪マリー | B  | 諏訪マリー「海へ行った木馬」 |          |        |          |

### その他コンテンツ
- ウメ星デンカ&ドラえもん「パンパロパンのスッパッパ!」（ウメ星王妃）
- 東京ディズニーランド
  - ロジャーラビットのカートゥーンスピン（ジェシカ・ラビット）
  - トゥーンタウンの私書箱（ジェシカ・ラビット）
  - ディズニー・ロック・アラウンド・ザ・マウス（クルエラ・ド・ヴィル）
- 東京ディズニーリゾート（クラリス）